# Efecto Matilda

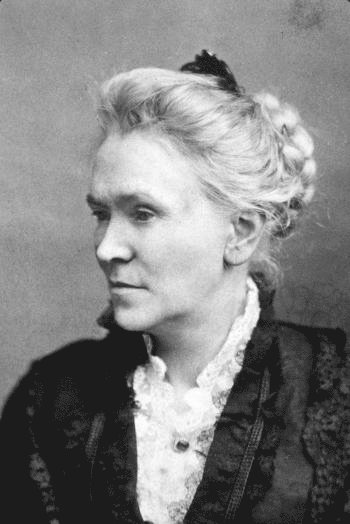
Retrato de Matilda Joslyn Gage, científica, sufragista y abolicionista, que da nombre al efecto Matilda en reconocimiento a su persona y obra.

El efecto Matilda es un prejuicio en contra de reconocer los logros de las mujeres científicas, cuyo trabajo a menudo se atribuye a sus colegas de sexo masculino. Este fenómeno fue descrito por primera vez por la sufragista y abolicionista Matilda Joslyn Gage en su ensayo «La mujer como inventora». Matilda Joslyn Gage fue la primera mujer dedicada al ámbito científico que denunció este aspecto negativo en la sociedad. En su honor, surge el llamado "efecto Matilda", y con ello la actual iniciativa denominada "No more Matildas".
El término efecto Matilda fue acuñado en 1993 por la historiadora de la ciencia Margaret W. Rossiter, quien proporciona varios ejemplos de este efecto. Trotula de Salerno, una médica italiana del siglo XII, escribió libros que, después de su muerte, fueron atribuidos a autores masculinos. Los casos de los siglos XIX y XX que ilustran el efecto Matilda incluyen los de Nettie Stevens, Marie Curie, Lise Meitner, Marietta Blau, Rosalind Franklin y Jocelyn Bell Burnell.
El ahora llamado "efecto Matilda" es un suceso que se ha repetido innumerables veces a lo largo de la historia y se caracteriza como expresión del sexismo en la historia de las ciencias. 
El efecto Matilda está relacionado con el efecto Mateo por el cual un científico eminente a menudo obtiene más crédito que un investigador comparativamente desconocido, incluso si su trabajo es compartido o similar.
El profesor Ben Barres, un neurobiólogo de la Escuela de Medicina de la Universidad Stanford que hizo la transición de mujer a hombre, habló que sus logros científicos se percibieron de manera diferente según el sexo bajo el cual publicó sus trabajos.

## Investigaciones
A partir de un análisis de más de mil publicaciones de investigación entre 1991 y 2005, se demostró que los científicos hombres citan más a menudo las publicaciones de autores masculinos que de mujeres. En 2012, dos investigadoras de la Universidad Radboud de Nimega mostraron que en los Países Bajos el sexo de los candidatos a cátedra influye en la evaluación que se hace de ellos. Casos similares se describen en un estudio italiano, corroborado aún más por estudios estadounidenses y españoles. Por su parte, una investigación suiza concluyó que los medios de comunicación masivos piden a los científicos varones más a menudo que contribuyan en espectáculos que a sus compañeras científicas.Otro estudio denotó que hasta la actualidad solo el 5,6% de los Premios Nobel han sido dirigidos a reconocer el trabajo científico de alguna mujer, muchas de las cuales han sido víctimas del efecto Matilda.
El proyecto BiasWatchNeuro se dedica a examinar el sesgo de género en las publicaciones científicas en el campo de la neurociencia. Han realizado investigaciones sistemáticas para analizar la representación de las mujeres en los comités editoriales, las tasas de aceptación de artículos de autoras y las disparidades en las oportunidades de liderazgo. Sus investigaciones han revelado desigualdades y han abogado por una mayor equidad de género en la disciplina. Este proyecto lleva a cabo investigaciones sistemáticas para recopilar datos sobre el género de los autores en las publicaciones científicas de neurociencia. Analizan diferentes aspectos, como la representación de mujeres en los comités editoriales de revistas científicas, las tasas de aceptación de artículos de autoras y las disparidades en las oportunidades de liderazgo.
Varios estudios han analizado los premios científicos y su distribución desigual entre hombres y mujeres. Por ejemplo, un análisis de los premios Nobel reveló una brecha significativa, donde las mujeres han sido infrarrepresentadas y se les ha pasado por alto en numerosas ocasiones. Estas investigaciones han contribuido a cuestionar los sesgos de género en el proceso de selección de los premios científicos y han abogado por una evaluación más justa y equitativa.
Los hombres científicos estadounidenses aún reciben más reconocimiento y premios en comparación con las mujeres científicas, a pesar de los logros similares. Esta diferencia comienza a disminuir gracias a las diversas luchas feministas por los derechos de las mujeres y se ha observado que fue más pronunciada en la década de 1990 que en la de 2000.

## Ejemplos

### Mujeres sujetas al efecto Matilda
- Trotula de Salerno (siglo XII), médica italiana, escribió obras cuya autoría, tras su muerte, fue atribuida a hombres. La hostilidad hacia las mujeres como maestras y sanadoras la llevó a la negación de su propia existencia. Al principio su trabajo fue acreditado a su esposo e hijo, pero a medida que la información se transmitía los monjes confundían su nombre con el de un hombre.[2]
- Nettie Stevens (1861-1912), descubridora del sistema XY de determinación del sexo. Sus estudios cruciales sobre gusanos de la harina revelaron por primera vez que el sexo de un organismo está determinado por sus cromosomas y no por factores ambientales u otros. Stevens influyó mucho en la transición de la comunidad científica a esta nueva línea de investigación: la determinación del sexo cromosómico.[13] Sin embargo, este descubrimiento le es atribuido generalmente a Thomas Hunt Morgan, un genetista distinguido en ese momento.[14] A pesar de su extenso trabajo en el campo de la genética, las contribuciones de Stevens a menudo no se tienen en cuenta.
- Mary Whiton Calkins (1863-1930) descubrió que los estímulos que se combinaban con otros estímulos vívidos se recordarían más fácilmente. También descubrió que la duración de la exposición permitía recordar mejor. Estos hallazgos, junto con su método de asociaciones pareadas, serían luego utilizados por Georg Elias Müller y Edward B. Titchener, sin otorgársele ningún crédito a Calkins.
- Gerty Cori (1896-1957), bioquímica laureada con el premio Nobel, trabajó durante años como asistente de su esposo, a pesar de tener la misma calificación que él para un puesto de profesor.
- Rosalind Franklin (1920-1958), ahora reconocida como colaboradora principal en el descubrimiento de la estructura del ADN en 1953. En el momento del descubrimiento de Francis Crick y James Watson, por el cual ambos hombres recibieron un Nobel de 1962, su trabajo no recibió el debido reconocimiento (aunque Watson describió la importancia crucial de su contribución, en su libro de 1968 La doble hélice).
- Marthe Gautier (1925-2022), ahora reconocida por su importante papel en el descubrimiento de la anomalía cromosómica que causa el síndrome de Down, un descubrimiento previamente atribuido exclusivamente a Jérôme Lejeune.
- Marian Diamond (1926-2017), que trabajaba en la Universidad de California en Berkeley, descubrió experimentalmente el fenómeno de la plasticidad neuronal, que iba en contra del dogma neurológico anterior. Cuando su artículo seminal de 1964 estaba a punto de ser publicado, descubrió que los nombres de sus dos coautores secundarios, David Krech y Mark Rosenzweig, habían sido colocados antes de su nombre (que, además, había sido puesto entre paréntesis). Ella protestó que había hecho el trabajo esencial descrito en el documento, se hizo la corrección y su nombre fue puesto en primer lugar (sin paréntesis). El incidente se describe en una película documental de 2016, My Love Affair with the Brain: The Life and Science of Dr. Marian Diamond.
- Harriet Zuckerman (nacida en 1937) como resultado del efecto Matilda, Zuckerman también fue acreditada por su esposo Robert K. Merton como coautor del concepto del efecto Mateo.
- Programadoras de ENIAC (dedicado en 1946): varias mujeres hicieron contribuciones sustanciales al proyecto, incluyendo a Adele Goldstine, Kay McNulty, Betty Jean Jennings, Betty Snyder, Marlyn Wescoff, Frances Bilas y Ruth Lichterman, pero las historias de ENIAC generalmente no abordaron estas contribuciones y a veces se han centrado en logros de hardware en lugar de logros de software. Se puede encontrar más información en el ensayo de Jennifer S. Light, When Computers Were Women,[15] y en un documental de 2014.
- Lise Meitner (1878-1968), quien estableció las bases teóricas para la fisión nuclear (de hecho, fue quien acuñó el término) no fue reconocida por el comité del Premio Nobel para ganar el Premio Nobel de Física, el cual ganó su sobrino Otto Hahn por el descubrimiento de la fisión nuclear. Este acto fue mayormente debido a su género, pero también debido a que era una judía perseguida en la Alemania nazi.
- Barbara McClintock (1902-1992) descubrió los “elementos genéticos móviles”. Cuando hizo ese descubrimiento sus compañeros no lo aceptaban, ni a ella ni a su trabajo; debido a ese rechazo se rindió y abandonó la investigación. Afortunadamente, 20 años después otros científicos descubrieron lo mismo que ella, y por ello ganó el Premio Nobel de Fisiología o Medicina.
- Amalie Emmy Noether (1882-1935) fue una matemática que hizo grandes contribuciones al álgebra y la física. Muchos conocen el Teorema de Noether, pero la mayoría no saben quien es la mujer detrás de él. A pesar de que no era apreciada en su momento debido a su género y el sexismo de la época, ella siguió haciendo importantes contribuciones a las matemáticas y la ciencia.
- Henrietta Swan Leavitt (1868-1921), en 1893 se incorporó al harén de Pickering para desarrollar diversos estudios de cosmología. Posteriormente en 1904, mientras estaba catalogando una placa de la Pequeña Nube de Magallanes procedente del observatorio de Arequipa, comenzó a detectar una serie de estrellas variables. En 1908, Henrietta publicó en los Anales del Observatorio de Harvard un artículo titulado «1.777 variables de las Nubes de Magallanes». En 1912 se publicó un texto del Observatorio de Harvard que comenzaba de la siguiente manera: "La siguiente exposición referente a los periodos de 25 variables en la Pequeña Nube de Magallanes ha sido preparada por Miss Leavitt". Sin embargo fue a nombre de Edward Charles Pickering que se firmó el texto que utilizaba los años de trabajo de Henrietta, y con el que además se reveló la gran regla para comenzar a medir el universo.
- Marianne Grunberg-Manago (1921-2013), trabajó en el laboratorio de Severo Ochoa en donde empezó estudiando el papel del ATP, cuando en 1954 descubrió una enzima procedente de extractos de la bacteria Azotobacter vinelandii, dicha enzima podía catalizar la síntesis de cadenas de polinucleótidos a partir de nucleótidos. Tras haber publicado el trabajo junto a Ochoa, fue solo este último quien recibió el Premio Nobel de Fisiología o Medicina por sus trabajos en la síntesis de ácidos ribonucleicos in vitro. Ochoa mencionó a Marianne en su discurso de agradecimiento, pero tanto él como el Comité del Nobel no le otorgaron su verdadero mérito a la científica.
- Daisy Roulland-Dussoix (1936-2014) fue una microbióloga molecular conocida fundamentalmente por co-descubrir las enzimas de restricción al trabajar con bacteriófagos junto al microbiólogo Werner Arber. En 1978, Arber recibió el Premio Nobel en Fisiología y Medicina compartido con Hamilton Smith y Daniel Nathans por el descubrimiento de las enzimas de restricción y sus múltiples aplicaciones en el ámbito de la genética molecular, dejando fuera a Daisy Roulland incluso de su discurso de aceptación.
- Martha Chase (1927-2003) trabajó como ayudante de laboratorio "Cold Spring Harbor" del investigador Alfred Hershey, quien trabajaba con bacteriófagos. Ambos científicos usaron el llamado fago T2 y con sus resultados evidenciaron que el material hereditario portador de las instrucciones para producir nuevos fagos era el ADN y no las proteínas. Con este descubrimiento proporcionaron los cimientos de la biología molecular y ayudaron a desarrollar el modelo de doble hélice para el ADN. En 1969 Alfred Hershey recibió un Nobel y Martha se quedó en segunda fila de la investigación.
- Esther Lederberg (1922-2006) en 1950 fue la primera en aislar el fago λ, un virus de ADN que infecta a E. coli. Con su trabajo también se logró demostrar por primera vez el fenómeno llamado transferencia horizontal de genes. El artículo que publicó este trabajo en 1952 fue firmado por Joshua y Esther Lederberg, pero el mérito como primer autor fue atribuido a Joshua, su esposo.
- Grete Kellenberger-Gujer fue una destacada investigadora de la Universidad de Ginebra que en las décadas de 1950 y 1960 contribuyó a desarrollar programas de investigación en el campo de la biología molecular en la investigación que describió la estructura química de diversas enzimas capaces de cortar el material genético. Al igual que Daisy Roulland-Dussoix fue excluida del Premio Nobel de Medicina o Fisiología recibido por Arber, Smith y Nathans en 1978.

### El efecto Matilda en los premios Nobel
- En 1903, Marie Curie (1867-1934) fue incluida en el Premio Nobel de Física solo por la insistencia de un miembro del Comité del Premio Nobel que abogaba por las mujeres científicas, el matemático sueco Magnus Goesta Mittag-Leffler, y por su compañero laureado y esposo, Pierre Curie. Marie fue la primera mujer en recibir un Premio Nobel. Nunca fue admitida en la Academia Francesa de Ciencias; una estudiante suya, Marguerite Perey, sería la primera mujer en serlo hasta 1962.
- En 1934, el Premio Nobel de Fisiología o Medicina fue otorgado a George Whipple, George Richards Minot y William P. Murphy, quienes sintieron que su compañera de trabajo, Frieda Robscheit-Robbins, fue excluida por su sexo. Sin embargo, Whipple compartió el dinero del premio con ella, ya que consideraba que también se merecía el Nobel, ya que era coautora de casi todas las publicaciones de Whipple.
- En 1944, el Premio Nobel de Física se le otorgó a Otto Hahn como único destinatario. Lise Meitner había trabajado con Hahn y había establecido las bases teóricas para la fisión nuclear (de hecho, ella acuñó el término). Meitner no fue reconocida por el Comité del Premio Nobel en parte debido a su género y en parte debido a su identidad judía perseguida en la Alemania nazi. Ella se vio afectada por la Ley para la Restauración del Servicio Civil Profesional, que prohibía a los judíos ocupar cargos relacionados con el gobierno, incluso en investigación. Inicialmente, su ciudadanía austríaca la protegió de la persecución, pero huyó de Alemania después de la anexión de Austria por parte de Hitler en 1938.
- En 1950, Cecil Powell recibió el Premio Nobel de Física por su desarrollo del método fotográfico de estudiar procesos nucleares y por el descubrimiento resultante del pion (pi-mesón). Marietta Blau hizo un trabajo pionero en este campo. Erwin Schrödinger la nominó para el premio junto con Hertha Wambacher, pero ambas fueron excluidas.
- En 1956, dos físicos chinoestadounidenses, Tsung-Dao Lee y Chen Ning Yang, predijeron la violación de la ley de paridad en interacciones débiles y sugirieron un posible experimento para verificarlo. En 1957, Chien-Shiung Wu realizó el experimento necesario en colaboración con el Instituto Nacional de Estándares y Tecnología y mostró la violación de la paridad en el caso de la desintegración beta. El Premio Nobel de Física en 1957 fue otorgado a los físicos varones y Wu fue omitida. Ella solo recibió el Premio Wolf en 1987 en reconocimiento por su trabajo.
- En 1958, Joshua Lederberg compartió un Premio Nobel de Fisiología o Medicina con George Beadle y Edward Tatum. Los microbiólogos Joshua Lederberg y su esposa Esther Lederberg, junto con Beadle y Tatum, desarrollaron placas de replicación, un método de transferencia de colonias bacterianas de una placa de Petri a otra, que es vital para la comprensión actual de la resistencia a los antibióticos. Sin embargo, Esther Lederberg no fue reconocida por su trabajo vital en este proyecto de investigación pese a que su contribución fue primordial para la implementación exitosa de la teoría. Además, no recibió reconocimiento por su descubrimiento del fago lambda o por sus estudios sobre el factor de fertilidad F que creó una base para futuras investigaciones genéticas y bacterianas.[14]
- A fines de la década de 1960, Jocelyn Bell Burnell (nacida en 1943) descubrió los primeros púlsares de radio. Por este descubrimiento, en 1974 se le otorgó un Premio Nobel de Física a su supervisor Antony Hewish y a Martin Ryle, citando a Hewish y Ryle por su trabajo pionero en radioastrofísica. Jocelyn Burnell se quedó afuera. Como estudiante de doctorado en el momento de su descubrimiento, sintió que el esfuerzo intelectual había sido principalmente de su supervisor; pero su omisión del Premio Nobel fue criticada por varios astrónomos prominentes, incluido Fred Hoyle. Iosif Shklovsky, ganador de la Medalla Bruce de 1972, buscó a Bell en la Asamblea General de la Unión Astronómica Internacional de 1970 para decirle: "Señorita Bell, usted ha realizado el mayor descubrimiento astronómico del siglo XX".

## Movimiento #NoMoreMatildas
A inicios de 2021, la Asociación de Mujeres Investigadoras y Tecnólogas (AMIT) publicó la iniciativa #NoMoreMatildas, que cobró popularidad al instante. En el propio 11F, Día Internacional de la Mujer y la Niña en la Ciencia, la campaña volvió a ser viral.
La citada asociación española llamada AMIT, ha creado este movimiento para reivindicar la falta de mujeres en los campos científico-técnicos en la actualidad. La iniciativa tiene como principal objetivo promover la dedicación de la mujer a estos campos, así como la búsqueda de referentes femeninos que sirvan de influencia en los colegios a edades tempranas. La idea es llevar a los libros de texto mujeres inspiradoras que hayan dedicado su trayectoria profesional a la ciencia. 
Este movimiento pretende aumentar el número de vocaciones técnicas en mujeres y, como consecuencia, aumentar el número en el ámbito laboral de la misma forma. Se cree que la falta de mujeres en la ciencia en la actualidad se debe a la escasez de mujeres referentes en los ya mencionados campos, es por ello que este movimiento se centra en ello.
"No more Matildas", iniciado en 2021, surge de la urgencia de cambiar la situación cuanto antes, pues el número de mujeres que acceden a carreras científicas no ha subido de manera significativa en los últimos años.
Muchas mujeres a lo largo de la historia han tenido que luchar para ganarse lo que ya poseían desde el principio, la AMIT denomina este continuado suceso como "El efecto Matilda".
Algo sobre lo que esta iniciativa quiere hacer reflexionar al público es lo siguiente: ¿Qué hubiera pasado si eminencias como Einstein hubieran sido mujeres? Matilda Einstein, Matilda Schrödinger, Matilda Flemming... La historia de la evolución hubiera seguido un curso muy distinto.

## Cátedra Abierta Latinoamericana Matilda y las Mujeres en Ingeniería
Es un espacio académico para el debate, la reflexión, la construcción colectiva de conocimiento, la docencia e investigación y la realización de actividades dinamizadoras y promotoras de la igualdad de derechos, oportunidades y espacios para las mujeres en el ámbito académico y profesional y para el fomento de las vocaciones por la ingeniería en niñas y jóvenes en América Latina y el Caribe. 
Es una iniciativa conjunta de la Asociación Colombiana de Facultades de Ingeniería ACOFI, el Consejo Federal de Decanos de Ingeniería CONFEDI y LACCEI.
Este espacio nació con una serie de relatos y vivencias de mujeres en la ciencia, recopilados en los libros Matilda y las Mujeres en Ingeniería en América Latina. A día de hoy (2023) ya se encuentran disponibles 4 tomos en los que se propone una invitación a la reflexión a toda la comunidad educativa de la ingeniería en Latinoamérica y el mundo. 